# Мотаунг, Кайзер
Кайзер Мотаунг (род. 16 октября 1944) — южноафриканский футболист и один из основателей футбольного клуба «Кайзер Чифс», владельцем которого является до сих пор (по состоянию на 2007 год), а также председателем и управляющим директором. Он был прозван «Чинча Гулува».

## Ранняя жизнь
Родился в Восточном Орландо, Соуэто, Мотаунг впервые сыграл за профессиональный футбольный клуб («Орландо Пайретс») в возрасте 16 лет.
Его первый выезд за границу в качестве футболиста произошёл в 1968 году, когда основатель и владелец «Атланта Чифс», Дик Сесил и бывший игрок «Вест Хэм Юнайтед», Фил Вуснам, который был менеджером франшизы «Атланта Чифс» в тогдашней недавно созданной Североамериканской футбольной лиге (NASL), приобрели Мотаунга после турне команды по Замбии.

## Карьера в NASL
Несмотря на попытки приспособиться к климату и преодолеть травмы, Мотаунг сделал свой североамериканский дебют в «Атланта Чифс», выйдя на замену в товарищеском матче против «Манчестер Сити» и забив два гола в этой встрече. Он продолжал играть блестяще всю остальную часть сезона, забив шестнадцать голов в пятнадцати матчах, что сделало его лучшим бомбардиром лиги в этом сезоне. В результате своего достижения он был назван «Новичком года» и получил место в команде «Всех Звёзд» NASL. В 1974 году он вернулся в NASL и сыграл два сезона в «Денвер Дайнамоз».

## «Кайзер Чифс»
Когда Мотаунг вернулся на родину в 1970 году, он решил основать свою профессиональную футбольную команду. Мотаунг назвал свой клуб «Кайзер Чифс» в честь себя и своей бывшей команды NASL. Ещё один уроженец Южной Африки, Джомо Соно, также бывший игрок «Орландо Пайретс», присоединился к NASL («Нью-Йорк Космос») в конце 70-х (1977). Кроме того, он вернулся, чтобы сформировать свою собственную профессиональную футбольную команду, которую он назвал «Джомо Космос» в честь себя и своей бывшей команды NASL, «Нью-Йорк Космос». В настоящее время оба клуба по-прежнему играют в Южно-Африканской футбольной премьер-лиге.
Несмотря на первые неудачи и помехи, Мотаунгу удалось найти хорошее сочетание ветеранов и талантливых новичков, и клуб быстро стал весомой силой в чемпионате, с которой нельзя было не считаться. «Кайзер Чифс» вскоре ждало большое будущее.
В течение короткого времени «Кайзер Чифс» стали самой успешной командой в Южной Африке, выиграв более 78 трофеев и завоевав сердца примерно четырнадцати миллионов болельщиков по всей стране. Действительно, часто в шутку говорят, что «Кайзер Чифс», на самом деле, не играют никаких выездных матчей, так как у них болельщиков всегда больше, чем у хозяев.
Мотаунг по-прежнему у руля клуба. Одним из самых последних достижений «Кайзер Чифс» стал Кубок Манделы в 2001 году, несмотря на то, что клуб на то время провёл только второй сезон в соревновании.

## Футбольный администратор
Мотаунг также был очень активен в южноафриканской футбольной администрации, проработав как в Национальной футбольной лиге (NSL), так и в Южноафриканской футбольной ассоциации (SAFA) на посту руководителя.
Кроме того, Мотаунг стал соучредителем (вместе с президентом «Орландо Пайретс», Ирвином Кхозой) южноафриканской Премьер-лиги (PSL) в 1996 году, что позволило привлечь больше спонсоров и денег в южноафриканский профессиональный футбол.
Мотаунг в настоящее время всё ещё является членом совета управляющих PSL, а также по-прежнему работает в «Кайзер Чифс», занимая важную должность в исполнительном комитете SAFA. Он также отметил, что хотел бы работать в Конфедерации африканского футбола (CAF) или руководящем органе ФИФА.
Мотаунг стал семьдесят третьим в Топ-100 великих граждан Южной Африки в 2004 году. Он также помогал в организации Чемпионата мира по футболу 2010 и входил в состав делегации, которая ездила в главный офис ФИФА в Цюрихе, где и было объявлено о победе заявки ЮАР. Впоследствии он был назначен членом местного организационного комитета в 2010 году. Также в 2004 году Мотаунг получил премию предпринимательского лидерства от Колледжа Менеджмента Хенли, Южная Африка.
В феврале 2005 года было объявлено, что Мотаунг присоединится к совету Примедиа Лимитед как исполнительный директор. Примедиа является крупнейшим частным медиа-холдингом в Южной Африке и владеет 40 % акций «Кайзер Чифс». Он также работал в качестве директора в советах директоров многих других компаний, таких как «Роял Бичнат», «Симба» и т. д.

## Личная жизнь
С нынешней командой менеджеров контракт подписан до конца сезона 2011—2012. Его дядя «Рокс» из Западного Орландо создал свою команду, «Фефени Бойз».
Его сын-тёзка (род. 1981) в 2003—2014 годах играл за «Кайзер Чифс». Сыграл 106 матчей, забив 30 голов.